# 247-й десантно-штурмовий полк (РФ)
247-й гвардійський десантно-штурмовий Кавказький казачий полк (247 ДШП, в/ч 54801) — формування Повітрянодесантних військ Збройних сил Російської Федерації чисельністю у полк. Дислокується у м. Ставрополь. Входить до складу 7-ї десантно-штурмової дивізії, яка дислокована у Південному військовому окрузі.
У 2014 році підрозділи полку брали участь у війні на сході України, у 2022 році — повномасштабному вторгненні РФ в Україну.

## Історія
1 червня 2013 року полку було присвоєно звання гвардійського.

### Російсько грузинська війна
У серпні 2008 року полк брав участь у російсько-грузинській війні на Абхазькому напрямку. Його ціллю було відрізати Кодорську ущелину від решти Грузії. Пізніше брав участь в окупації Сенакі.

### Російсько-українська війна
У 2014 році полк брав участь у російсько-українській війні. За даними британського аналітичного центру RUSI, на основі полку була сформована батальйонно-тактична група, яка брала участь у бойових діях з 11 серпня 2014 року.
Було знайдено матеріали, що документують вихід 247 ДШП після боїв під Іловайськом в районі с. Горбатенко, що поблизу м. Старобешеве — колона бойових машин полку була сфотографована на фоні БТР «Кушетка-Б» 121-ї бригади зв'язку України.
Військовослужбовець 247 ДШП Ігор Завалишин (рос. Игорь Завалишин) похизувався, виклавши відео поля бою з палаючою бронетехнікою на Донбасі.
Після серпневих боїв 2014 року деякі військовослужбовці отримали державні нагороди: «За воїнську доблесть».
Присутність 247-го полку була зафіксована і після закінчення активної фази бойових дій. Солдат Рустам Жумбаков розмістив у себе на сторінці фото з окупованої проросійськими формуваннями території України. Пошуковець Askai у лютому 2017 року встановив місце фото — укріплений фортифікаціями табір під Старобешевим — між селом Чумаки і смт. Новий світ. На фото також ідентифіковані згорілі російські військові екскаватори ЕОВ-3521, що не перебувають на озброєнні української армії. Згідно з розслідуванням проросійського ресурсу LostArmour, табір був знищений ударом «Точки-У» 19-ї ракетної бригади.
У березні 2015 року формування 247 ДШП фіксувалися поблизу державного кордону України у Ростовській області, де відпрацьовувала взаємодію з підрозділами 4-ї Кантемирівської танкової дивізії.
В серпні 2016 року, під час рейду підрозділу ГУР МО в анексований Крим, полк дислокувався там та був залучений на пошуки групи, однак за весь день ніяких результатів досягти не вдалось. Група українських спецпризначенців виходила із Криму через технологічну дамбу в затоці Сиваш, цю дамбу охороняв підрозділ 247-го полку, який був попереджений про українських диверсантів. Під час просування по дамбі українців помітив механік-водій БМД єфрейтор ЗС РФ Сємен Сичов, і одразу ж був застрелений. Ще кілька російських десантників отримали легкі поранення. Українські розвідники перебігли по дамбі і дістались контрольованої Україною території, не зазнавши втрат.

### Повномасштабне вторгнення Росії в Україну 2022 року
У 2022 році підрозділи полку брали участь у повномасштабному вторгненні РФ в Україну. 5 березня 2022 року повідомлялося про ліквідацію командира 247 ДШП полковника Костянтина Зізевського.
26 березня 2023 року українські ЗМІ повідомили про ліквідацію майора Дмитра Лисицького, командира 1-го батальйону полку. У 2014 році він командував обстрілами українських військових під час їх спроби прориву з оточення в Іловайську, отримав звання Героя Росії.
28 липня українські ЗМІ повідомили, що частини полку були вибиті з с. Старомайорське на Донеччині підрозділами 3-го полку спецпризначення ЗСУ в ході українського контранступу.

## Командування
- (01.2013-201?) полковник Максимов Сергій Вікторович
- (2019-10.2020) полковник Махмутов Алік Мажитович
- (10.2020—03.2022†) полковник Зізевський Костянтин Володимирович. Загинув в березні 2022 року під час російського вторгнення в Україну.
- (08.2023—10.09.2023†) підполковник Попов Василь Вікторович. Загинув під час російського вторгнення в Україну.[24]

## Втрати
З відкритих джерел відомо про деякі втрати 247 ДШП:
Станом на 7 квітня 2022 полк втратив щонайменше 55 десантників під час повномасштабного вторгнення РФ в Україну

## Вшанування

### Нагороджені
Найвищими державними нагородами відзначені:
- Міненков Михайло Анатолійович — старший лейтенант, командир розвідувального загону. Герой Російської Федерації (2000).
- Лисицький Дмитро Михайлович — майор, учасник вторгнення в Україну і боїв під Іловайськом. Герой Російської Федерації (2015).[21][22]
- Гаджімагомедов Нурмагомед Енгельсович — старший лейтенант, командир роти. Згинув під час російського вторгнення в Україну 2022 року. Герой Російської Федерації (2022).

## Матеріали
- Воздушно-Десантные Войска (ВДВ) (архів) // warfare.be